# Bresnica
Bresnica je naselje v Občini Ormož.